# Porphyrinia zerny
Porphyrinia zerny är en fjärilsart som beskrevs av Ramon Agenjo Cecilia 1933. Porphyrinia zerny ingår i släktet Porphyrinia och familjen nattflyn. Inga underarter finns listade i Catalogue of Life.